# Zlenice (przystanek kolejowy)
Zlenice – przystanek kolejowy w miejscowości Zlenice, w kraju środkowoczeskim, w Czechach. Położony jest na linii Čerčany – Světlá nad Sázavou. Znajduje się na wysokości 285 m n.p.m.
Jest zarządzany przez Správę železnic. Na przystanku nie ma możliwości zakupu biletu, a obsługa podróżnych odbywa się w pociągu.

## Linie kolejowe
- 212 Čerčany - Světlá nad Sázavou